# 6.º Prêmio Capes de Tese (2011)
O 6º Prêmio Capes de Tese foi um evento organizado em 2011 pela Coordenação de Aperfeiçoamento de Pessoal de Nível Superior (CAPES) com o propósito de premiar as melhores teses de doutorado, de diferentes campos científicos, que foram defendidas no ano de 2010 em instituições de ensino superior brasileiras.

## Vencedores
Na edição de 2011 que avaliou as teses de doutorado defendidas em 2010, os vencedores do Grande Prêmio foram as seguintes:

### Prêmio Capes de Tese por área
| Área                                        | Vencedor | Orientador                                                                                         | Universidade                               |
| ------------------------------------------- | --- | -------------------------------------------------------------------------------------------------- | ------------------------------------------ |
| Administração, Ciências Contábeis e Turismo | Falhas de coordenação em sistemas agroindustriais complexos: uma aplicação na agroindústria da carne bovina (Silvia Morales de Queiroz Caleman)                                                           | Decio Zylbersztajn                                                                                 | USP (São Paulo, São Paulo)                 |
| Antropologia/Arqueologia                    | Fiéis Descendentes: "Redes-Irmandades" na pós-abolição entre as comunidades negras rurais sul-mato-grossenses (Carlos Alexandre Barboza Plinio dos Santos)                                                | Ellen Fensterseifer Woortmann                                                                      | UnB (Brasília, Distrito Federal)           |
| Arquitetura e Urbanismo                     | Projeto Urbano, Paisagem e Representação – Alternativas para o Espaço Metropolitano (Laura Mariana Vescina)                                                                                               | Denise Barcellos Pinheiro Machado                                                                  | UFRJ (Rio de Janeiro, Rio de Janeiro)      |
| Artes/Música                                | Do Campo a Cidade (Dora Longo Bahia) | Maria do Carmo Costa Gross                                                                         | USP (São Paulo, São Paulo)                 |
| Astronomia/Física                           | Efeitos Estruturais na Condutância Quântica e na Deformação Mecânica de Nonofios Metálicos (Maureen Joel Lagos Paredes)                                                                                   | Daniel Mário Ugarte                                                                                | UNICAMP (Campinas, São Paulo)              |
| Biodiversidade                              | Mirmecofilia em Parrhasius polibetes (Lepidoptera: Lycaenidae): história natural, custos, seleção de planta hospedeira e benefícios da co-ocorrência com hemípteros mirmecófilos (Lucas Augusto Kaminski) | André Victor Lucci Freitas (principal) e Paulo Sérgio Moreira Carvalho de Oliveira (co-orientador) | UNICAMP (Campinas, São Paulo)              |
| Biotecnologia                               | Produção de antígenos de Leptospira interrogans em Pichia pastoris e avaliação do potencial imunoprotetor contra leptospirose (Daiane Drawanz Hartwig)                                                    | Odir Antonio Dellagostin (principal) e Fabiana Kömmling Seixas (co-orientadora)                    | UFPEL (Pelotas, Rio Grande do Sul)         |
| Ciência da Computação                       | Uma análise empírica sobre interações em redes sociais (Fabrício Benevenuto de Souza) | Virgilio Augusto Fernandes Almeida                                                                 | UFMG (Belo Horizonte, Minas Gerais)        |
| Ciência e Tecnologia de Alimentos           | Produção, purificação e caracterização de protease de Thermomucor indicae-seudaticae N31e avaliação de sua aplicação na fabricação de queijo maturado (Carolina Merheb Dini)                              | Roberto da Silva (principal) e Ana Lúcia Barretto Penna (co-orientadora)                           | UNESP (São José do Rio Preto, São Paulo)   |
| Ciência Política e Relações Internacionais  | Negociar Direitos? Legislação trabalhista e reforma neoliberal no governo FHC (1995-2002) (Luiz Henrique Vogel)                                                                                           | Adalberto Moreira Cardoso                                                                          | UERJ (Rio de Janeiro, Rio de Janeiro)      |
| Ciências Sociais Aplicadas I                | Processos Comunicacionais Kaingang: configurações e sentidos da identidade cultural, memória e mídia em perspectiva histórica (Carmem Rejane Antunes Pereira)                                             | Alberto Efendy Maldonado Gómez de La Torre                                                         | UNISINOS (São Leopoldo, Rio Grande do Sul) |
| Direito                                     | Direitos Fundamentais indisponíveis. Os limites e os padrões do consentimento para a autolimitação do direito fundamental à vida (Letícia de Campos Velho Martel)                                         | Luís Roberto Barroso                                                                               | UERJ (Rio de Janeiro, Rio de Janeiro)      |
| Economia                                    | Instituições e Desenvolvimento: Críticas e Alternativas à Abordagem de Variedades de Capitalismo (Claudio Roberto Amitrano)                                                                               | Antônio Carlos Macedo e Silva                                                                      | UNICAMP (Campinas, São Paulo)              |
| Educação                                    | Laço social e educação: um estudo sobre os efeitos do encontro com o outro no contexto escolar (Monica Maria Farid Rahme)                                                                                 | Leny Magalhaes Mrech                                                                               | USP (São Paulo, São Paulo)                 |
| Interdisciplinar                            | Análise, simulações e aplicação algorítmicas de caminhadas quânticas (Franklin de Lima Marquezino) | Renato Portugal (principal) e Gonzalo Abal (co-orientador)                                         | LNCC (Rio de Janeiro, Rio de Janeiro)      |
| Letras/Linguística                          | A matemática em Georges Perec e Jorge Luis Borges: um estudo comparativo (Jacques Fux) | Maria Ester Maciel de Oliveira Borges (principal) e Christelle Reggiani (co-orientadora)           | UFMG (Belo Horizonte, Minas Gerais)        |
| Medicina I                                  | Caracterização da transmissão do sinal da insulina e da leptina em hipotálamo de roedores durante a anorexia induzida pelo câncer (Eduardo Rochete Ropelle)                                               | José Barreto Campello Carvalheira                                                                  | UNICAMP (Campinas, São Paulo)              |
| Medicina II                                 | Identificação de potenciais determinantes imunológicos de gravidade da malária humana (Bruno de Bezerril Andrade)                                                                                         | Manoel Barral Netto                                                                                | UFBA (Salvador, Bahia)                     |
| Medicina III                                | Estudo prospectivo e randomizado das estratégias liberal e restritiva de transfusão de hemácias em cirurgia cardíaca (Ludhmila Abrahão Hajjar)                                                            | José Otávio Costa Auler Junior                                                                     | USP (São Paulo, São Paulo)                 |
| Medicina Veterinária                        | Seqüenciamento do mRNA da hepcidina e sua expressão gênica em eqüinos submetidos à inflamação experimental (José Paes de Oliveira Filho)                                                                  | Alexandre Secorun Borges (principal) e João Pessoa Araújo Júnior (co-orientador)                   | UNESP (Botucatu, São Paulo)                |
| Planejamento Urbano e Regional/Demografia   | Ciclo de Vida Domiciliar, Ciclo do Lote e Mudança no Uso da Terra na Amazônia Rural Brasileira – um estudo de caso para Altamira, Pará (Gilvan Ramalho Guedes)                                            | Bernardo Lanza Queiroz (principal) e Alisson Flávio Barbieri (co-orientador)                       | UFMG (Belo Horizonte, Minas Gerais)        |
| Química                                     | Síntese de Ferroceniloxindóis e o Estudo da Cloração de derivados da Isatina com Ácido Tricloroisocianúrico (Barbara Vasconcellos da Silva)                                                               | Angelo da Cunha Pinto                                                                              | UFRJ (Rio de Janeiro, Rio de Janeiro)      |
| Serviço Social                              | A contrarreforma na política de saúde e o SUS hoje: impactos e demandas ao Serviço Social (Raquel Cavalcante Soares)                                                                                      | Ana Elizabete Fiuza Simões da Mota                                                                 | UFPE (Recife, Pernambuco)                  |
| Sociologia                                  | A Inteligência da Música Popular. A "autenticidade" no samba e no choro (Dmitri Cerboncini Fernandes) | Sérgio Miceli Pessôa de Barros                                                                     | USP (São Paulo, Rio de Janeiro)            |
| Zootecnia/Recursos Pesqueiros               | Influência da depleção e suplementação mitocondrial no processo de apoptose embrionária (Lígia Garcia Mesquita)                                                                                           | Flávio Vieira Meirelles                                                                            | USP (São Paulo, São Paulo)                 |

### Menções honrosas
| Área                                      | Vencedor | Orientador                                                                                         | Universidade                          |
| ----------------------------------------- | --- | -------------------------------------------------------------------------------------------------- | ------------------------------------- |
| Medicina Veterinária                      | Expressão do RNAm do kit ligand (KL), proteína morfogenética óssea 15 (BMP-15) e fator de crescimento epidermal (EGF) e efeito das respectivas proteínas sobre o desenvolvimento in vitro de folículos pré-antrais caprinos (Juliana Jales de Hollanda Celestino)                            | José Ricardo de Figueiredo (principal) e Maria Helena Tavares de Matos (co-orientadora)            | UECE (Fortaleza, Ceará)               |
| Medicina Veterinária                      | Controle biológico de Ancylostoma spp. e de Toxocara canis por fungos nematófagos (Rogério Oliva Carvalho) | Jackson Victor de Araújo (principal) e Laércio dos Anjos Benjamin (co-orientador)                  | UFV (Viçosa, Minas Gerais)            |
| Economia                                  | Política Energética e Desigualdades Regionais na Economia Brasileira (Monica Maria Farid Rahme) | Eduardo Amaral Haddad                                                                              | USP (São Paulo, São Paulo)            |
| Educação                                  | Laço social e educação: um estudo sobre os efeitos do encontro com o outro no contexto escolar (Monica Maria Farid Rahme) | Leny Magalhaes Mrech                                                                               | USP (São Paulo, São Paulo)            |
| Medicina I                                | A Sinalização Parácrina da Triiodotironina Derivada das Células Gliais Ativa a Expressão de Genes Neuronais no Cérebro de Roedores e em Células Humanas (Beatriz Camille Grigalis de Freitas)                                                                                                | Antonio Carlos Bianco (principal) e Rui Monteiro de Barros Maciel (co-orientador)                  | UNIFESP (São Paulo, São Paulo)        |
| Medicina I                                | A imunomodulação dos Linfócitos TCD4+ e TCD8+ Induzida pelas Células Tronco Mesenquimais (Felipe Saldanha de Araujo) | Marco Antonio Zago (principal) e Rodrigo Alexandre Panepucci (co-orientador))                      | USP (Ribeirão Preto, São Paulo)       |
| Medicina II                               | Estudo funcional do antígeno câncer/testículo MAGE-C1/CT7 em linhagens celulares de mieloma múltiplo (Fabricio de Carvalho) | Giselle Wally Braga Colleoni (principal) e Anamaria A. Camargo (co-orientadora)                    | UNIFESP (São Paulo, São Paulo)        |
| Medicina II                               | Preditores sociodemográficos das transições entre os estágios do uso de álcool (uso na vida, uso regular, abuso e dependência) e remissão dos transtornos relacionados ao uso do álcool na população geral adulta residente na região metropolitana de São Paulo (Camila Magalhães Silveira) | Laura Helena Silveira Guerra de Andrade)                                                           | USP (São Paulo, São Paulo)            |
| Medicina III                              | A farmacocinética da metadona e seus efeitos antinociceptivos, comportamentais e sobre a concentração alveolar mínima de sevofluorano em felinos (Tatiana Henriques Ferreira) | Antonio José de Araujo Aguiar (principal) e Khursheed Ratan Mama (co-orientador)                   | UNESP (Botucatu, São Paulo)           |
| Medicina III                              | Análise da expressão de moléculas de adesão no tumor primário e em metástases ósseas e linfonodais de pacientes com câncer de próstata (José Pontes Junior) | Kátia Ramos Moreira Leite)                                                                         | USP (São Paulo, São Paulo)            |
| Medicina Veterinária                      | Expressão do RNAm do kit ligand (KL), proteína morfogenética óssea 15 (BMP-15) e fator de crescimento epidermal (EGF) e efeito das respectivas proteínas sobre o desenvolvimento in vitro de folículos pré-antrais caprinos (Juliana Jales de Hollanda Celestino)                            | José Ricardo de Figueiredo (principal) e Maria Helena Tavares de Matos (co-orientadora)            | UECE (Fortaleza, Ceará)               |
| Medicina Veterinária                      | Controle biológico de Ancylostoma spp. e de Toxocara canis por fungos nematófagos (Rogério Oliva Carvalho) | Jackson Victor de Araújo (principal) e Laércio dos Anjos Benjamin (co-orientador)                  | UFV (Viçosa, Minas Gerais)            |
| Odontologia                               | Comunidades microbianas em canais radiculares e abscessos periapicais agudos e suscetibilidade de algumas bactérias anaeróbias estritas isoladas (Francisco Montagner) | Brenda Paula Figueiredo de Almeida Gomes (principal) e Rogério de Castilho Jacinto (co-orientador) | UNICAMP (Piracicaba, São Paulo)       |
| Planejamento Urbano e Regional/Demografia | O direito da favela no contexto pós-Programa Favela-Bairro : uma recolocação do debate a respeito do "Direito de Pasárgada" (Alex Ferreira Magalhães) | Adauto Lúcio Cardoso                                                                               | UFRJ (Rio de Janeiro, Rio de Janeiro) |
| Psicologia                                | Burnout, Projeto de ser e Paradoxo organizacional (Fernando José Gastal de Castro) | José Carlos Zanelli                                                                                | UFSC (Florianópolis, Santa Catarina)  |
| Química                                   | Desenvolvimento e estudo físico-químico de compósitos de nanotubos de carbono (Elaine Yoshiko Matsubara) | José Maurício Rosolen                                                                              | USP (Ribeirão Preto, São Paulo)       |
| Química                                   | Arilações de Heck com sais de diazônio: estudos metodológicos e aplicações nas sínteses de ligantes quirais, produtos naturais e análogos (Angélica Venturini Moro) | Carlos Roque Duarte Correia                                                                        | UNICAMP (Campinas, São Paulo)         |
| Serviço Social                            | A Recepção da Economia Solidária no Serviço Social (Daniela Neves de Sousa) | José Paulo Netto                                                                                   | UFRJ (Rio de Janeiro, Rio de Janeiro) |
| Sociologia                                | Todos os Olhos. Videovigilâncias, videovoyeurismos e (re)produção imagética na tecnologia digital (Bruno de Vasconcelos Cardoso) | Michel Misse                                                                                       | UFRJ (Rio de Janeiro, Rio de Janeiro) |